# Ludvík Bratršovský
Ludvík Bratršovský (24. srpna 1857 Benešov – 15. prosince 1905 Praha) byl český novinář, učitel, nakladatel a redaktor, pozdější šéfredaktor listů Budivoj a Národní politika. Tento deník vedl až do své předčasné smrti.

## Život

### Mládí
Narodil se v Benešově v české rodině nádeníka Antonína Bratršovského a jeho ženy Barbory Šafránkové. Zde vyrostl a absolvoval obecnou školu a nižší gymnázium. V Praze vystudoval vyšší gymnázium, podle textu nekrologu studoval dále na filozofické fakultě Karlo-Ferdinandovy univerzity, ale v imatrikulaci ani ve zkušebních protokolech fakulty z let 1882-1905 není zaznamenán. Současně pracoval jako vychovatel.  Od roku 1888 byl v Praze hlášen v samostatném bytě.

### Publicistická činnost

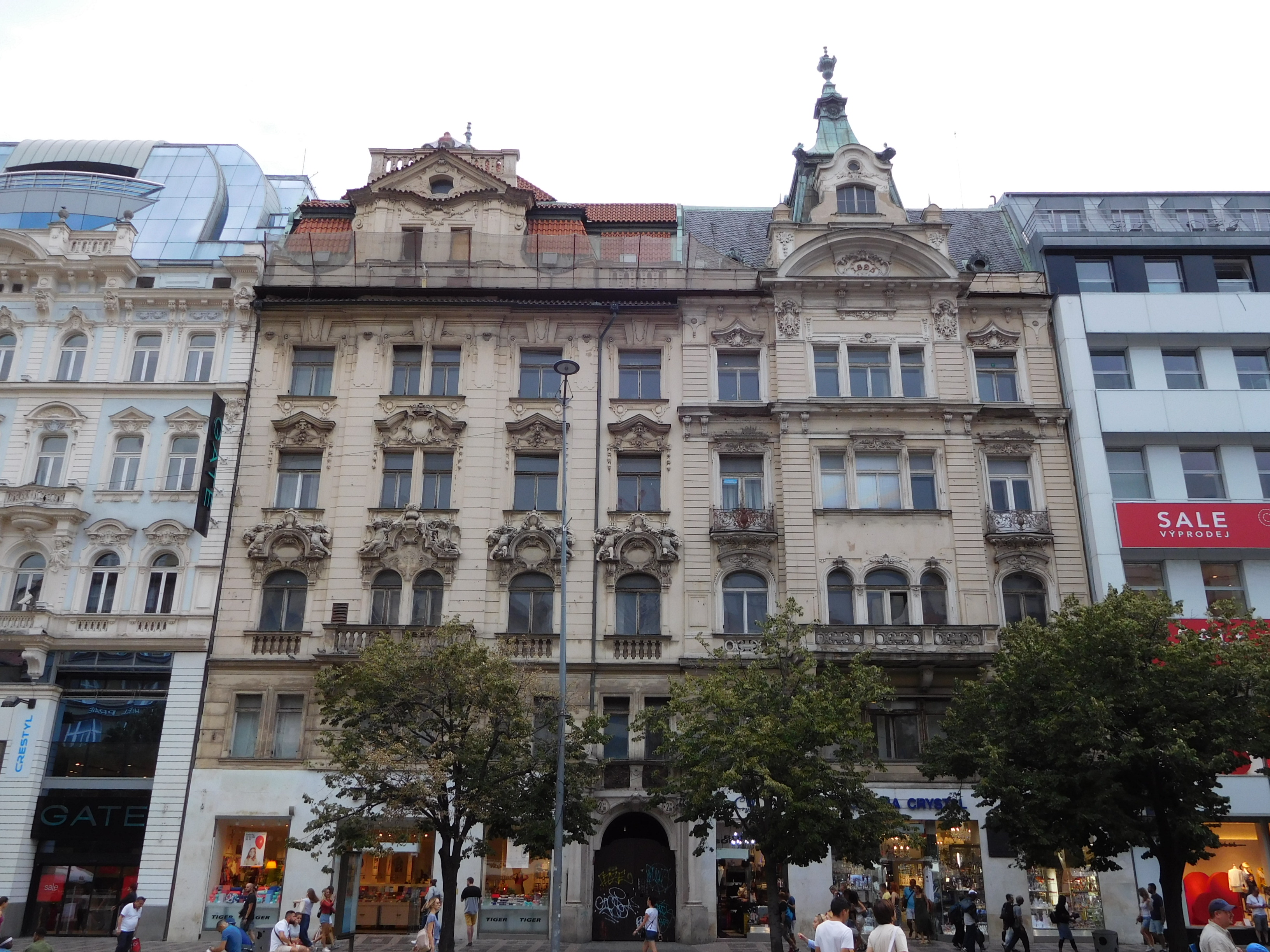
Budova redakce deníku Politik (dům vpravo) z roku 1895 na Václavském náměstí

Jako český vlastenec se v jižních Čechách začal zapojovat do spolkového života a přispívat do novin.  V letech 1883 až 1888 pracoval jako šéfredaktor českobudějovického českého periodika Budivoj. Následně se přestěhoval do Prahy a roku 1888 nastoupil na redakční pozici do pražského deníku Národní politika, tehdy vlastněný vydavatelem Vilémem Tierhierem. Od roku 1890 zde zastával funkci zodpovědného redaktora. Od roku 1900 redakce sídlila v nově postaveném domě redakce deníku Politik č.p. 835/15 ve spodní části Václavského náměstí postaveného roku 1895. Věnoval se rovněž nakladatelské činnosti.

### Úmrtí
Ludvík Bratršovský zemřel 15. prosince 1905 na ušní klinice prof. MUDr. Kaufmanna v Praze po neúspěšné operaci ušního zánětu způsobeného cukrovkou. Nebyl ženat. Pohřben byl v rodinné hrobce na Olšanských hřbitovech.
Ve funkci šéfredaktora Národní politiky Bratršovského nahradil Václav Hübner.